# ليونيل سان بريو
ليونيل سان بريو (بالفرنسية: Léonel Saint-Preux)‏ (مواليد 12 مايو 1985 في كاب هايتيان) لاعب كرة قدم هايتي دولي يجيد اللعب في خط الهجوم . يلعب حاليا لصالح نادي مينيسوتا ثوندر الأمريكي منذ 2009 .

## روابط خارجية
- ليونيل سان بريو على موقع الاتحاد الدولي (مؤرشف)  (الإنجليزية)
- ليونيل سان بريو على موقع قاعدة بيانات كرة القدم.إي يو (الإنجليزية)
- ليونيل سان بريو على موقع ناشيونال فوتبول تيمز (الإنجليزية)
- ليونيل سان بريو على موقع Soccerway.com (الإنجليزية)
- ليونيل سان بريو على موقع كووورة
- ليونيل سان بريو على موقع AS.com (الإسبانية)